# Without You I'm Nothing
Without You I'm Nothing is het tweede studioalbum van de rockband Placebo. Het werd uitgebracht in 1998.

## Lijst van nummers
1. "Pure Morning" – 4:14
2. "Brick Shithouse" – 3:18
3. "You Don't Care About Us" – 3:58
4. "Ask For Answers" – 5:19
5. "Without You I'm Nothing" – 4:08
6. "Allergic (To Thoughts of Mother Earth)" – 3:49
7. "The Crawl" – 2:59
8. "Every You Every Me" – 3:33
9. "My Sweet Prince" – 5:45
10. "Summer's Gone" – 3:05
11. "Scared of Girls" – 2:58
12. "Burger Queen" – 22:39

- Inclusief verborgen track: "Evil Dildo" (op 14:46)

## Singles
Tracks van dit album op single verschenen:
- Without You I'm Nothing
- Every You Every Me
- You Don't Care About Us
- Pure Morning